# Obrigado, Doutor (filme)
Obrigado, Doutor  é um filme brasileiro de 1948, escrito, produzido e dirigido por Moacyr Fenelon. O filme é  baseado na peça radiofônica "O Santo assassino", de Paulo Roberto. Nos papeis principais estão Rodolfo Mayer, Lourdinha Bittencourt e Modesto de Souza

## Sinopse
Dr. Maregal (Rodolfo Mayer) comete um crime e que o amor à profissão acaba denunciando-o.

## Elenco
| Ator/Atriz            | Personagem         |
| --------------------- | ------------------ |
| Rodolfo Mayer         | Dr. Maregal        |
| Lourdinha Bittencourt | Esposa             |
| Modesto de Souza      | Dono do bar        |
| Hebe Guimarães        | Moça do interior   |
| Zizinha Macedo        | Cliente do armazém |
| Auricélia Bernard     | Mãe do Dr. Maregal |
| Ênio Santos           | Jovem no aeroporto |